# Adolfo Orive Bellinger
Adolfo Orive Bellinger ha sido organizador social por 20 años, viviendo en las comunidades, constructor de instituciones que han permitido en la realidad y por conducto de las leyes que él escribió ayudar a la gente a ser sujeto de su vida, es decir de su historia  
Fundó las dos uniones de crédito más grandes de México a finales de la década de los setenta: La Unión de Crédito de la Coalición de Ejidos Colectivos de los valles del Yaqui y Mayo en Sonora y la Unión de Crédito Pajal Ya Kac'tic en Chiapas. Fundó y promovió uniones de Ejidos y Empresas Exportadoras de café a USA y Unión Europea en Nayarit Chiapas y Guerrero.  
Fundó la Universidad Campesina en Los Altos de Chiapas y una escuela tipo Montessori para los hijos de los campesinos de la Unión de Ejidos Bahía de Banderas Nayarit.      
Para lograrlo se preparó académicamente con una carrera de ingeniero civil en la UNAM, un doctorado en Economía en la Universidad de París, un posdoctorado en Economía Keynesiana en la Universidad de Cambridge, y posteriormente un doctorado en ciencias políticas y sociales en la UNAM.   
Cómo diputado promovió la Ley de Participación Ciudadana para fortalecer la democracia y la Ley de Productividad para desarrollar la Economía Ciudadana creando clústeres y cadenas de valor que mejoren a las micro y pequeñas empresas (99% del total) y generen empleo para los jóvenes y desarrollo para todos los mexicanos.
Nunca ha pertenecido a un Partido Político; ha sido electo Diputado como ciudadano en las boletas de un partido.

## Biografía
Nació el 13 de agosto de 1940 en la presa Rodríguez, municipio de Tijuana, Baja California. Su padre fue el ingeniero constructor de la presa, además de discípulo de Vicente Lombardo Toledano y desde 1940, colaborador del general Lázaro Cárdenas del Río. A los 15 años, cuando estudiaba en la Preparatoria Nacional fue presidente de la Sociedad de Alumnos y como tal, encabezó la protesta contra el Ejército Mexicano por la toma del internado del Instituto Politécnico Nacional. Así en 1958 apoyó al movimiento de Othón Salazar y a Demetrio Vallejo. Es ingeniero Civil por la Universidad Nacional Autónoma de México, un doctorado en Economía Política en la Universidad de París y cursos de posgrado de Economía Post-Keynesiana en la Universidad de Cambridge. Fue profesor de tiempo completo en la Facultad de Economía en la Universidad Nacional Autónoma de México.  Por más de 20 años participó como organizador de grupos campesinos, obreros e indígenas en Chiapas, Coahuila, Durango, Guerrero, Nayarit, Nuevo León, Oaxaca, Sonora y Veracruz. Fue fundador en 1968 y dirigente de Política Popular y de Línea Proletaria durante veinte años. Fue fundador de la Unión de Ejidos Fuerza y Progreso de Chiapas en 1977, y asesor de la Coalición de Ejidos Colectivos de los Valles del Yaqui y Mayo en Sonora en 1980. En 1990 fue asesor del Programa Solidaridad en el sexenio de Carlos Salinas de Gortari; secretario técnico de los gabinetes de Desarrollo Social, Desarrollo Agropecuario y de Chiapas en el sexenio de Ernesto Zedillo de 1994 a 1998; Coordinador de Asesores del Titular de la Secretaría de Gobernación de 1998 a 1999 con Francisco Labastida y Presidente de la Fundación Colosio de 1999 a 2000. Fue secretario de Desarrollo Agropecuario durante el sexenio de Arturo Montiel de 2000 a 2002. Fue Doctorante en Ciencias Políticas en la Facultad de Ciencias Políticas de la Universidad Nacional Autónoma de México de 2006 a 2009. En 2009 fue elegido Diputado Plurinominal y Coordinador del Grupo Parlamentario del Partido del Trabajo en la V Legislatura de la Asamblea Legislativa del Distrito Federal. En 2012 fue elegido Diputado Plurinominal por el Distrito Federal a la LXII Legislatura Federal y Presidente de la Comisión de Competitividad de la Cámara de Diputados. Desde 2011 es Columnista en el periódico Excélsior. 

## Publicaciones
- México: industrialización subordinada. (1981) en coautoría con Rolando Cordera Campos.
- La difícil construcción de una utopía. (2003)
- ¿Consenso de Washington o Consenso de Ecuador? (2004)
- De la racionalidad neoclásica a la racionalidad situada. (2006)
- Tres medidas para evitar estancamiento, desempleo e inflación. (2006)
- Poder Popular. Construccióin de ciudadanía y comunidad. (2010)
- Una economía alternativa para México. (2011)
- Caminante y Camino se Hacen al Andar. (2014)